# Loy (outil)

Schéma d'un loy.

Un loy, appelé aussi fack, est une ancienne bêche irlandaise d'une forme très particulière, munie d'un long et lourd manche en frêne, d'une étroite lame d'acier et d'un repose-pied latéral, qui était utilisée principalement pour butter les pommes de terre.
Le terme Loy dérive d'un mot gaélique, láí, qui signifie « bêche ».  
Cet outil était employé pour le labour manuel qui se pratiquait beaucoup chez les paysans irlandais aussi bien avant que pendant la grande famine des pommes de terre,.

## Constitution
Le loy est une bêche étroite avec une lame de 14 pouces (35,6 cm) de long sur 3 pouces (7,6 cm) de large, formant avec le manche une courbe dont la convexité se situe vers l'arrière lors de l'utilisation. L'angle de la lame avec le manche est d'environ 160 degrés. Ce dernier, solide et long de 5 à 6 pieds  (1,5 à 1,8 m) de long, sans poignée à l'extrémité supérieure, est normalement fabriqué en bois de frêne.  
Dans sa partie inférieure, le manche s'épaissit pour former un talon massif qui sert de pivot lors du mouvement de retournement de la motte, et s'insère dans la douille qui constitue la partie supérieure de la lame. Il est solidarisé avec cette dernière par un coin en bois dont la partie supérieure forme un appui, ou repose-pied, latéral, habituellement prévu pour être utilisé avec le pied droit,.
L'appui en bois, qui distingue le loy des types de bêches habituels, s'explique par le fait que les paysans irlandais travaillaient pieds-nus, ce qu'ils n'auraient pu faire avec un outil entièrement métallique.
Cet outil très ancien est tout à fait similaire au lascrom qui était employé dans les Highlands écossais. Il est probable qu'il était à l'origine entièrement en bois et qu'il dérive de l'antique bâton à fouir. Sa forme et sa fonction évoquent également le chaquitaclla des anciens Incas.

## Utilisation

### Labour manuel
Le loy était traditionnellement utilisé pour la culture des pommes de terre. 
Au XIXe siècle, celles-ci étaient cultivées sur des billons à pommes de terre, appelés lazy beds. 
Les pommes de terre servant de semence étaient posées sur le sol et enterrées par les mottes retournées de chaque côté pour former le billon. 
De chaque côté du billon projeté, une motte de terre d'environ deux pieds de large (deux-tiers d'un mètre) était remontée à l'aide du loy et retournée de manière que les faces enherbées soient jointives.
Du fumier était d'abord épandu sur l'emplacement du billon. 
Des billons étroits étaient souvent formés avec des ensembles d'une douzaine de mottes.
Le labour avec le loy se pratiquait dans les très petites fermes ou sur les terrains très accidentés, là où les chevaux ne pouvaient aller et où les paysans n'avaient pas les moyens d'en acheter. Il fut pratiqué jusque dans les années 1960 dans les terres les plus pauvres. 
Cette technique était adaptée au climat humide de l'Irlande car les fossés formés en retournant les mottes assuraient le drainage. 
Cela permettait aussi de faire pousser des pommes de terre aussi bien dans des terrains marécageux que sur les versants pentus où aucune autre culture ne pouvait prendre place.

### Autres usages
Outre le labour et le façonnage des billons, le loy servait aussi à déterrer les pommes de terre et à récolter la tourbe.  
En Irlande, le bêchage avec le loy est encore un passe-temps populaire, qui est promu par une association, la national Loy Digging Association. Le loy y est aussi une discipline présente au National Ploughing Championships (championnat national de labour),